# 120 mm C Mle 1890
L'Obusier de 120 Court Modèle 1890, o solo 120 mm Baquet, era un obice pesante francese progettato dal capitano Louis Henry Auguste Baquet ed impiegato dall'esercito francese durante la prima guerra mondiale. Fu uno dei primi moderni pezzi pesanti dotati dotati di freno di sparo idropneumatico.

## Storia
Lo sviluppo del pezzo iniziò nel 1886 presso il Dépôt Central dell'Arma di artiglieria di Parigi, in seguito alla richiesta da parte dell'Armée di un cannone campale capace di effettuare il tiro parabolico. Il giovane progettista Louis Henry Auguste Baquet introdusse nel pezzo un primitivo freno di sparo, progenitore del leggendario 75 mm Mle. 1897, sviluppato pochi anni dopo.
Adottato nel 1890, il pezzo fu acquisto in 230 esemplari, assegnati ai reggimenti di artiglieria campale pesante (régiments d'artillerie lourde de campagne) ed a quelli di artiglieria da fortezza (régiments d'artillerie à pied) di guarnigione al Sistema Séré de Rivières.
Il pezzo era citato all'interno degli atti del processo al capitano Alfred Dreyfus.
Nell'agosto del 1914 furono mobilitati per la Grande Guerra 84 pezzi da 120 mm Baquet, assegnati a cinque reggimenti d'artiglieria pesante, con una riserva totale di 1.280.000 colpi.

## Tecnica
La canna, in acciaio, era dotata un blocco di culatta identico a quello del 120 mm L Mle. 1878 con otturatore a vite interrotta tipo de Bange. La canna era inserita in una culla a manicotto con sottostante cilindro del freno di sparo idropneumatico. La culla, dotata di orecchioni, era incavalcata su un affustino, imperniato a sua volta sul sottoaffusto, con un settore di tiro di 10°. Il sottoaffusto, con ruote in legno, era a coda unica e veniva trainato agganciato ad un avantreno.
Lo stesso sistema venne impiegato da Bequet sul più potente 155 mm C Mle 1890, che montava la canna del 155 mm C Mle 1881 de Bange.